# 페트로파블롭스크 (페트로파블롭스크급 전함)
페트로파블롭스크(러시아어: Петропавловск)는 러시아 해군이 건조한 페트로파블롭스크급 함급의 노급전함으로 1892년부터 제작하기 시작하여 1897년 취역하였다.

## 연혁
1901년, 러시아와 일본 사이의 긴장이 형성되고, '페트로파블롭스크'는 동아시아 함대(East Asia Squadron; 후에 제1태평양 함대로 변경)에 기함으로서 배치되었다.
1904년 초에 러일 전쟁이 발발하고 3월 초 ~ 4월, 새로 부임한 스테판 마카로프 제독의 일본군에 대항한 작전에 이 전함이 포함되었다.
4월 13일, 여순항 해전 중 기뢰와 부딪혀 마카로프 제독과 유명한 러시아 전투 화가 바실리 베레샤긴을 포함한 많은 수의 승조원과 함께 침몰했다.

## 참고 문헌
- Conway's All The World's Fighting Ships 1860-1905, 1979